# Bela (Portugal)
Bela ist eine Gemeinde (Freguesia) im nordportugiesischen Kreis Monção. In ihr leben 596 Einwohner (Stand 19. April 2021). Bela liegt nahe der spanischen Grenze, die hier durch den Rio Miño gebildet wird.